# تمام یا دوام (فارسی)
تمام یا دوام نسخه ایرانی بازی تلویزیونی دیل اور نو دیل بود. پخش این برنامه تلویزیونی در ۱۶ ژانویه سال ۲۰۱۲ از شبکه فارسی۱ با مجری‌گری سینا ولی‌الله آغاز شد.
در این برنامه ۲۰ کیف دربردارنده مبالغ ۱ تا ۲۰۰۰۰ دلار آمریکا قرار داشت.
این برنامه در دبی ساخته‌شد.